# Брабазон, Эдвард, 7-й граф Мит
Эдвард Брабазон, 7-й граф Мит (англ. Edward Brabazon, 7th Earl of Meath; ок. 1691 — 24 ноября 1772) — англо-ирландский пэр.

## Биография
Родился около 1691 года. Младший сын Шамбре Брабазона, 5-го графа Мита (ок. 1645—1715), и Джулианы Чауорт (ок. 1655—1692), дочери Патрика Чауорта, 3-го виконта Чауорта (1635—1693), и Грейс Мэннерс.
Эдвард Брабазон заседал в Ирландской палате общин от графства Дублин с 1715 по 1758 год. Хранитель рукописей (Custos Rotulorum) графства Уиклоу (1763—1772).
14 мая 1763 года после смерти своего бездетного старшего брата, Чауорта Брабазона, 6-го графа Мита (1686—1763), Эдвард Брабазон унаследовал титулы 7-го графа Мита (Пэрство Ирландии) и 8-го барона Арди из графства Лаут (Пэрство Ирландии).
Около 1720 года лорд Мит женился на Марте Коллинз (? — 24 апреля 1762), дочери преподобного Уильяма Коллинза. У супругов было два сына:
- Энтони Брабазон, 8-й граф Мит (17 февраля 1721 — 4 января 1790), старший сын и преемник отца.
- Достопочтенный Уильям Брабазон (род. август 1723), с 1764 года он был женат на Кэтрин Гиффорд из Агерна[1].

Лорд Мит скончался 24 ноября 1772 года в возрасте 81 года. Ему наследовал его старший сын, Энтони Брабазон, 8-й граф Мит.